# Trachelipus gagriensis
Trachelipus gagriensis är en kräftdjursart som först beskrevs av Karl Wilhelm Verhoeff 1918.  Trachelipus gagriensis ingår i släktet Trachelipus och familjen Trachelipodidae. Inga underarter finns listade i Catalogue of Life.